# Templu apollinic
Templul apollinic este un templu ridicat în slava zeului Apollo din panteonul grec.
Termenul de apollinic în general este asociat cu noțiunea de clar, rațional și luminos, în opoziție cu termenul de dionisiac (referire la zeul Dionysos), care desemnează ceva întunecat, extatic, tulbure, conform conceptelor dezvoltate inițial de Friedrich Nietzsche în lucrarea "Nașterea Tragediei" (1872). Cu toate că acest filosof a popularizat-o primul, această dihotomie filosofică era deja în uz în cultura germană înainte ca el să o dezvolte.